# جاسلین ویلدنستاین
جاسلین ویلدنشتاین (انگلیسی: Jocelyn Wildenstein؛ ۷ سپتامبر ۱۹۴۰ – ۳۱ دسامبر ۲۰۲۴) یک سلبریتی سوئیسی-آمریکایی بود که به دلیل جراحی زیبایی افراطی، ظاهری شبیه به گربه، طلاق مشهور وی از تاجر میلیاردر الک ویلدنستاین در سال ۱۹۹۹،   سبک زندگی عجیب او و تشکیل پرونده‌های ورشکستگی معروف بود.

## اوایل زندگی و روابط شخصی
ژوسلین پریسه در ۵ اوت ۱۹۴۰ در لوزان، سوئیس متولد شد. پدرش در یک فروشگاه کالاهای ورزشی کار می‌کرد.  او در سن ۱۷ سالگی دوستی خود را با یک تولیدکننده فیلم سوئیسی به نام سیریل پیگت آغاز کرد. این آشنایی نشان داد که او از همان دوران نوجوانی روابط شخصی رمانتیک‌وار زیاد و پرتنوع، دنبال کردن کارهای شرارت‌وار فانتزی و روابط گرم و صمیمی داشت.   او بعدها در پاریس با سرجیو گوبی فیلمساز ایتالیایی-فرانسوی زندگی کرد. در آنجا او یک شکارچی و خلبان ماهر شد. 
در تیراندازی آخر هفته در «ال جوگی» اقامتگاه آفریقایی ویلدنستاین، پریست توسط عدنان خاشقجی، فروشنده سلاح سعودی به الک ویلدنستاین معرفی شد. آلک ویلدنستاین عضو خانواده ویلدنستاین، خانواده ثروتمندی از فروشندگان آثار هنری بود.  آن‌ها صاحب دو فرزند شدند.
طلاق آن دو در سال ۱۹۹۹ مصالحه‌آمیز نبود.  جوسلین در اتاق خواب خود در خانه ویلدنستاین نیویورک با همسرش و یک مدل روس ۱۹ ساله روبرو شد و آن زن را با اسلحه تهدید کرد.  این اتفاق منجر به بازداشت یک روزهٔ آلک ویلدنشتاین شد.  رئیس دادگاه، مریلین دایموند، طی دادرسی نامه تهدید به مرگ دریافت کرد.  در طول طلاق، قاضی تصریح کرد که جاسلین نمی‌تواند از مبلغ مهریه برای جراحی‌های زیبایی بیشتر استفاده کند.  جاسلین اد رولینز را به‌عنوان معاون روابط عمومی و برنارد کلر و کنت گادت را برای مشاور حقوقی (در زمان‌های مختلف) استخدام کرد.
ویلدنستاین دوستی خود را با طراح لباس لوید کلین در سال ۱۳۸۲ آغاز کرد. به دنبال اتفاقات داخلی عمومی شده، این زوج در سال ۲۰۱۶ جدا شدند.

## جراحی زیبایی
ویلدنستاین جراحی‌های زیبایی زیادی در صورت خود انجام داده بود.  ظاهر گربه‌ای‌شکل او باعث شده رسانه‌ها به او لقب‌های «زن گربه ای»، «ملکه شیر» و «عروس ویلدنستاین» بدهند. او انجام هرگونه عمل جراحی پلاستیک را با توجه به ریشه سوئیسی خود انکار می‌کرد.

## اموال
ویلدنستاین به‌خاطر سَبک عجیب زندگی‌اش شناخته شده‌است. بنا به گفتهٔ خودش سالانه ۶۰٬۰۰۰ دلار برای صورتحساب تلفن و ۵۴۷٬۰۰۰ دلار برای غذا و نوشیدنی هزینه می‌کرد. 
ویلدنستاین پس از طلاق به عنوان مهریه ۲٫۵ میلیارد دلار و برای ۱۳ سال بعد از آن سالیانه ۱۰۰ میلیون دلار دریافت کرد. قاضی تصریح کرد که نمی‌تواند از این پول برای جراحی‌های زیبایی بیشتر استفاده کند. 
ویلدنستاین پس از طلاق، خانه‌اش در نیویورک را به قیمت ۱۳ میلیون دلار به ساختمان سازی به نام جانا بولاک فروخت. او در سال ۲۰۱۸ اعلام ورشکستگی کرد.